# Astragalus scorpiurus
Astragalus scorpiurus är en ärtväxtart som beskrevs av Aleksandr Andrejevitj Bunge. Astragalus scorpiurus ingår i släktet vedlar, och familjen ärtväxter. Inga underarter finns listade i Catalogue of Life.